# Shorea induplicata
Shorea induplicata är en tvåhjärtbladig växtart som beskrevs av Van Slooten. Shorea induplicata ingår i släktet Shorea och familjen Dipterocarpaceae. Inga underarter finns listade i Catalogue of Life.